# Ferdinand Bock von Wülfingen

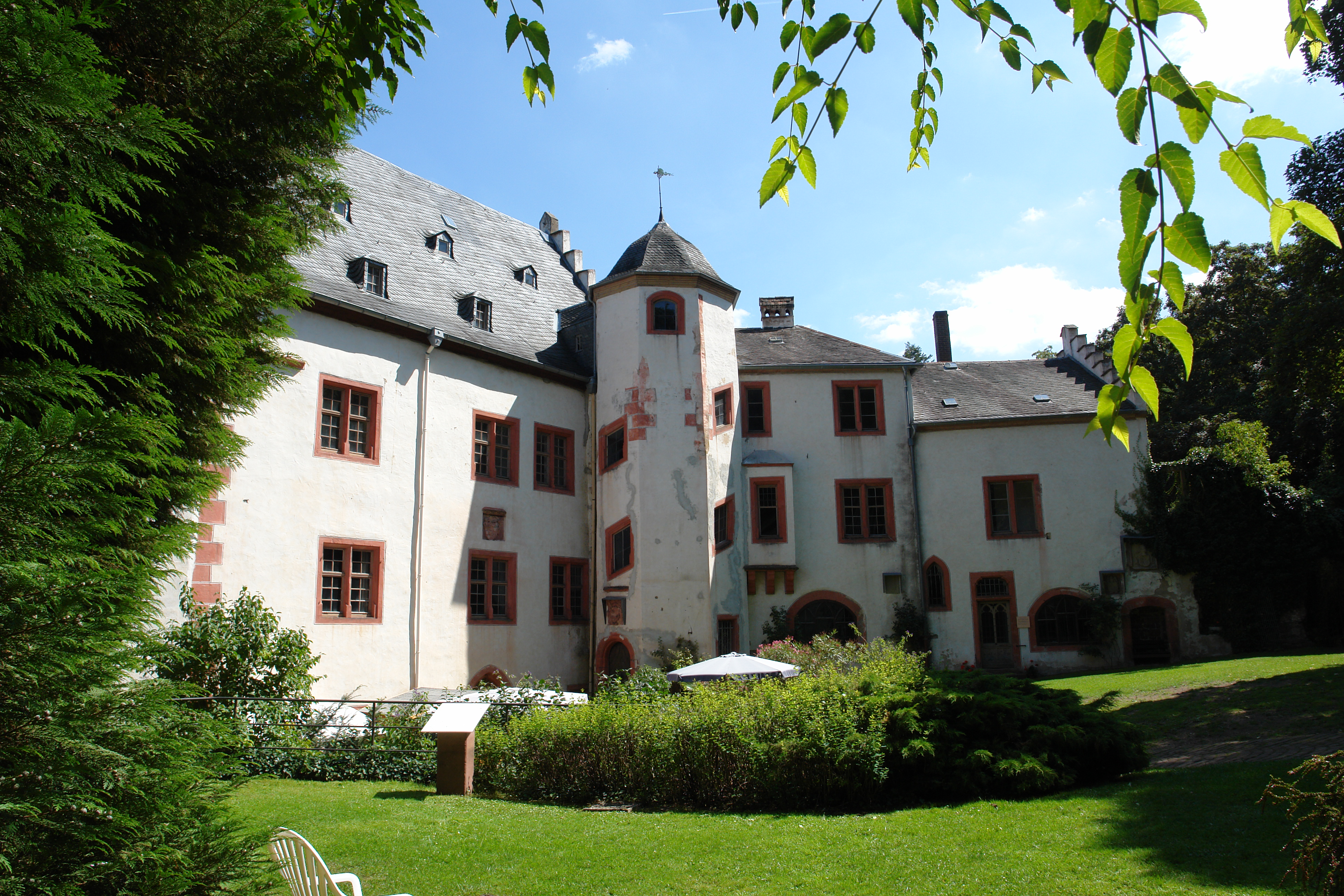
Mildenburg – Sitz von Ferdinand Bock von Wülfingen bis 1956

Ferdinand Eduard Gustav Wilhelm Bock von Wülfingen (* 10. Juni 1883 in Neu-Vorwerk bei Ratzeburg; † 22. Mai 1956 in Miltenberg) war deutscher Generalleutnant, Erbdroste und Erbkämmerer des Fürstentums Hildesheim.

## Leben
Er stammte aus dem niedersächsischen Adelsgeschlecht Bock von Wülfingen und war der Sohn von Karl Bock von Wülfingen (1839–1919).
Bock von Wülfingen trat 1901 in die Preußische Armee ein und nahm am Ersten Weltkrieg teil. Nach Kriegsende in die Reichswehr übernommen, wurde er 1923 zum Reichswehrministerium nach Berlin versetzt, wo er in der Heeres-Organisationsabteilung (T 2) tätig war und im folgenden Jahr zum Major befördert. 1928 wechselte er in den Stab der III. Abteilung des 6. (Preußisches) Artillerie-Regiments nach Hannover, wo er 1929 zum Oberstleutnant befördert wurde. Er war zuletzt Generalleutnant und Kommandeur der Wehrersatzinspektion Berlin. 1943 schied er im Alter von 60 Jahren aus dem aktiven Wehrdienst aus.
Ferdinand Bock von Wülfingen war auch ständiger Vertreter des Präsidenten des Reichskriegsgerichtes, Mitglied des Volksgerichtshofes. Ferner war er Rechtsritter des Johanniterordens.
Er starb 1956 auf der in seinem Besitz befindlichen Mildenburg oberhalb der Stadt Miltenberg.
Als ältester Vertreter seiner Linie des Adelsgeschlechts war Ferdinand Bock von Wülfingen Erbdrost und Erbkämmerer des Fürstentums (Hochstifts) Hildesheim.

## Werke
- Das Geheimnis des Toutonensteins im Hof der Burg Miltenberg. 1951.